# MacKinlay Kantor
MacKinlay Kantor, pseudonimo di Benjamin McKinlay Kantor (Webster City, 4 febbraio 1904 – Sarasota, 11 ottobre 1977), è stato uno scrittore, sceneggiatore e giornalista statunitense prolifico autore di romanzi polizieschi e di altri ispirati alla guerra di secessione americana.

## Biografia
Nacque a Webster City, nello Iowa, da John Martin Kantor, uno svedese di religione israelita, e da Effie McKinlay, redattrice del quotidiano Webster City Daily News. I genitori divorziarono prima della sua nascita; trascorse pertanto l'infanzia e la giovinezza con la madre e i nonni materni e già in età infantile cambiò il suo nome, rinunciando al nome proprio «Benjamin», che sostituì col cognome materno (McKinlay) lievemente modificato per accentuarne l'origine scozzese. Frequentò le scuole locali e dal 1921 al 1925 lavorò nel giornale della madre come cronista
.
Nel 1925 si trasferì a Chicago dove si unì alla compagnia teatrale Graeme Players. Nel 1926 sposò Florence Irene Layne, con la quale ebbe due figli. Continuò l'attività giornalistica alla quale affiancò quella dello scrittore di narrativa. Per guadagnarsi da vivere e mantenere la famiglia iniziò a scrivere pulp fiction. Nel 1928 pubblicò il suo primo romanzo, Diversey, ambientato in Chicago. Nel 1932 si trasferì con la famiglia nel New Jersey, continuando con la letteratura di svago, ma iniziando anche a produrre racconti ambientati durante la guerra di secessione americana.
Una svolta fu rappresentata dalla seconda guerra mondiale alla quale Kantor assistette dapprima come corrispondente di guerra a Londra per un quotidiano di Los Angeles. Più tardi assistette ad azioni di guerra, come ad missioni di bombardamento aereo. Intervistò inoltre numerosi soldati feriti raccogliendo pensieri e idee per i romanzi successivi, quale per esempio Glory for me da cui fu tratto il film I migliori anni della nostra vita. Kantor inoltre fu fra i primi a entrare nel campo di concentramento di Buchenwald al seguito delle truppe americane che lo liberarono il 14 aprile 1945. Cercò di capire la posizione della popolazione civile che viveva nei pressi di Buchenwald durante il periodo delle efferatezze naziste. Anche queste esperienze vennero utilizzate allorché si interessò del campo di prigionia di Andersonville durante la guerra di secessione; nel romanzo Andersonville (in italiano: La polvere e la gloria) la popolazione civile del Sud è rappresentata per lo più con simpatia da Kantor, in contrasto con la brutalità degli ufficiali sudisti all'interno del campo.
Molti dei suoi romanzi sono stati adattati per il cinema. Ha scritto alcune sceneggiature cinematografiche. Ha firmato anche alcune sceneggiature, scritte in realtà da Dalton Trumbo il quale tuttavia era finito nella lista nera della Commissione per la attività anti-americane maccartista, devolvendo a Trumbo il compenso.

## Opere

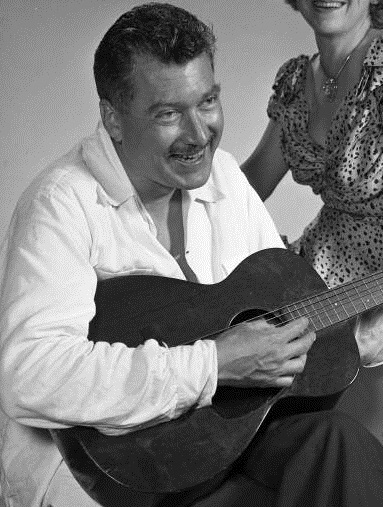
Kantor mentre suona la chitarra in Florida nel luglio 1950

### Romanzi
- Diversey (1928)
- El Goes South (1930)
- The Jaybird (1932)
- Long Remember (1934)
- The Voice of Bugle Ann (1935)
- Arouse and Beware (1936)
- The Romance of Rosy Ridge (1937)
- The Noise of Their Wings (1938)
- Here Lies Holly Springs (1938)
- Valedictory (1939)
- Cuba Libre (1940)
- Gentle Annie (1942)
- Happy Land (1943)
- Glory for Me (1945)
- Midnight Lace (1948)
- The Good Family (1949)
- Wicked Water (1949)
- One Wild Oat (1950)
- Signal Thirty-Two (1950)
- Don't Touch Me (1951)
- Warwhoop: Two Short Novels of the Frontier (1952)
- The Daughter of Bugle Ann (1953)
- Andersonville (La polvere e la gloria) - 1955
- Frontier: Tales of the American Adventure (1959)
- The Unseen Witness (1959)
- Spirit Lake (1961)
- If the South Had Won the Civil War (1961)
- Beauty Beast (1968)
- I Love You, Irene (1973)
- The Children Sing (1974)
- Valley Forge (1975)

### Raccolte di racconti
- Turkey in the Straw: A Book of American Ballads and Primitive Verse (1935)
- Author's Choice (1944)
- Silent Grow the Guns, and Other Tales of the American Civil War (1958)
- It's About Crime (1960)
- The Gun-Toter, and Other Stories of the Missouri Hills (1963)
- Story Teller (1967)

### Saggi e autobiografie
- But Look, the Morn: The Story of a Childhood (1951)
- Lobo (1958)
- Mission with LeMay: My Story (1965) con Curtis LeMay
- The Day I Met a Lion (1968)
- Missouri Bittersweet (1969)
- Hamilton County (1970)

### Letteratura per l'infanzia
- Angleworms on Toast (1942)
- Lee and Grant at Appomattox (1950)
- Gettysburg (1952)
- God and my country (1954)
- The Work of Saint Francis (1958)

### Sceneggiature
- The Voice of Bugle Ann (romanzo) (1936)
- Mountain Music (soggetto) (1937)
- The Man from Dakota (romanzo: Arouse and Beware) (1940)
- Happy Land (romanzo) (1943)
- Gentle Annie (romanzo) (1944)
- The Romance of Rosy Ridge (romanzo) (1947)
- La sanguinaria (Gun Crazy), regia di Joseph H. Lewis (1950)
- Hannah Lee: An American Primitive (romanzo: Wicked Water) (1953)

## Riconoscimenti
1956 – Premio Pulitzer per la narrativa per il romanzo Andersonville (La polvere e la gloria) del 1955. 

## Adattamenti cinematografici
- 1946 - I migliori anni della nostra vita (The Best years of our lives) di William Wyler vincitore di 8 premi Oscar dal romanzo Glory for Me (1945)
- 1966 - I ragazzi di Camp Siddons (Follow me, Boys!) di Norman Tokar prodotto dalla Walt Disney dal romanzo God and my country (1954)

## Traduzioni in lingua italiana
- Happy land: Terra felice; ed. bilingue a cura di Tullio Fiori, Napoli, Roma, Firenze: Tariffi, 1945
- La polvere e la gloria: romanzo; traduzione di Luciana Agnoli Zucchini, Milano: Rizzoli, 1956